# صندوق أسود (طيران)

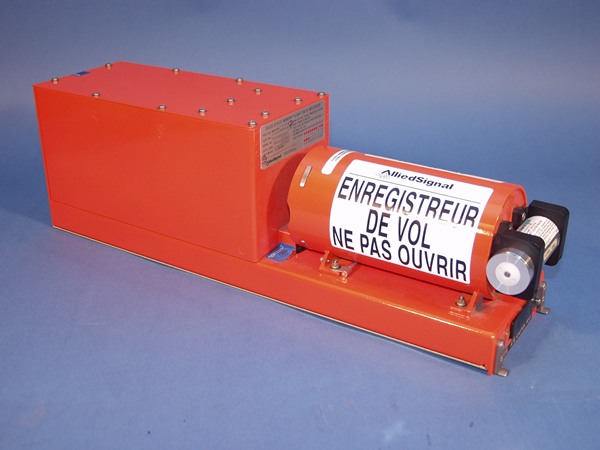
الصندوق الأسود

تلزم القوانين الدولية المتفق عليها جميع الرحلات التجارية بحمل جهازي تسجيل معلومات خاصين بأداء الطائرة وظروف الرحلة أثناء الطيران.

## مسجل بيانات الرحلة
المعطيات الفيزيائية مثل: سرعة الطائرة والاتجاه والارتفاع والهبوط.

## مسجل صوت قمرة القيادة
يسجل المحادثات التي حدثت بين قمرة الطائرة وبرج المراقبة.

## التسمية

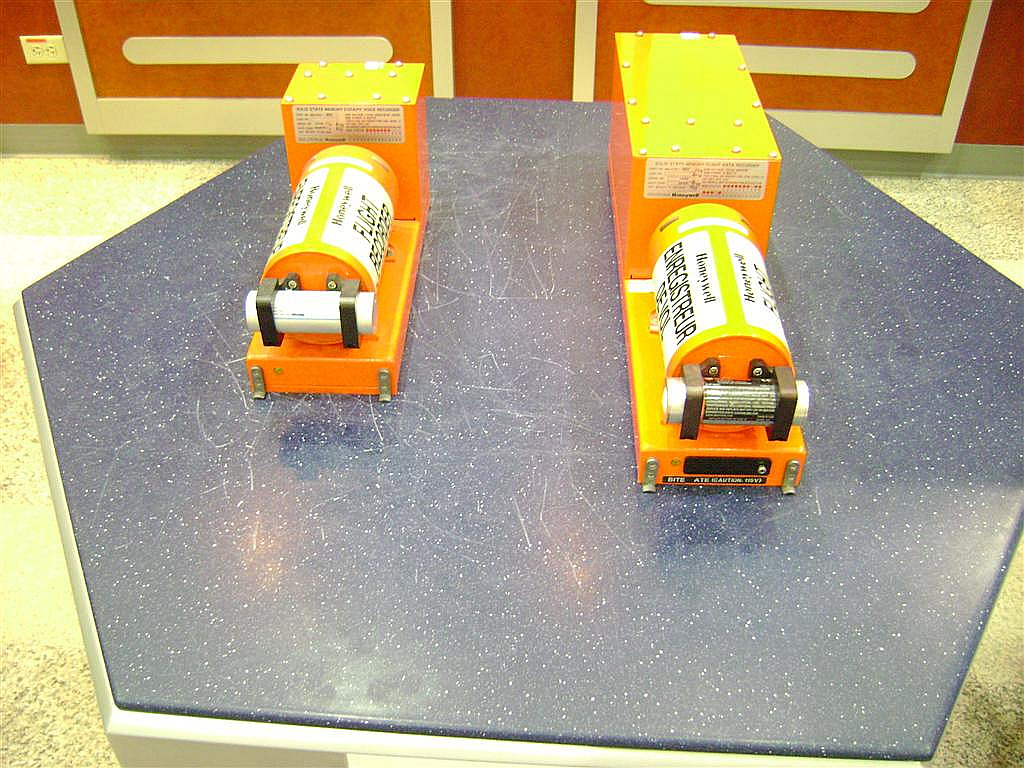

يعتقد الكثير من الناس أن لون الصندوق هو «اللون الأسود» وهذا خطأ، فلونه برتقالي أو أصفر وذلك لتمييزه بسهولة بين حطام الطائرة.
ما يزال سبب التسمية غامضاً تاريخياً، فقد ذهب البعض أنه سمي باللون الأسود بسبب الكوارث الجوية وحوادث تحطم الطائرات. ويسمى أيضًا «بمسجل معلومات الطائرة». هناك رأي آخر يعود بالتسمية إلى أن مسجلات المعلومات الأولى نفسها كانت قاتمة اللون وسوداء من الداخل لمنع التسربات الضوئية من تدمير شريط التسجيل كما في غرف التصوير الفوتوغرافي. كما أن هناك تفسير آخر للتسمية يتعلق بمقابلة كانت بين صحفي والدكتور وارن Dr. Warren حين قال له الصحفي: «This is a wonderful black box. أنه صندوق أسود رائع!».

## بدايته

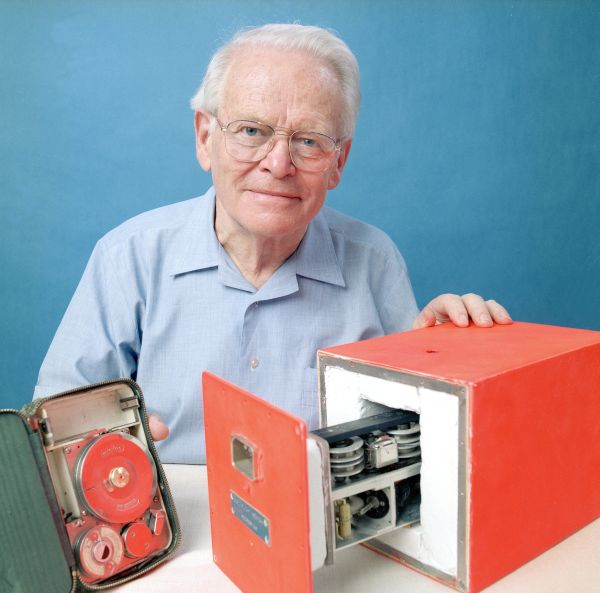
ديف وارن مع نموذج أولي لصندوق أسود

منذ الستينيات بدأ الإنسان يفكر في جهاز يستطيع تحمل الانفجارات وتحطم الطائرات والنيران والمكوث في المحيطات والسقوط من عشرات الكيلومترات بل الآلاف. ففي عام 1953 كان خبراء الطيران يجاهدون في سبيل معرفة أسباب حوادث سقوط عدد من طائرات شركة كوميت التي بدأت تلقي ظلال الشك على مستقبل الطيران المدني برمته، وبعد عام اقترح عالم طيران أسترالي، يدعى ديفيد وارن، صنع جهاز لتسجيل تفاصيل رحلات الطيران. وكان الجهاز الأول أكبر من حجم اليد، لكنه يستطيع تسجيل نحو أربع ساعات من الأحاديث التي تجري داخل مقصورة القيادة وتفاصيل أداء أجهزة الطائرة. وأصيب الدكتور وارن بالدهشة عندما رفضت سلطات الطيران الأسترالية جهازه وقالت إنه «عديم الفائدة في مجال الطيران المدني» وأطلق عليه الطيارون اسم «الأخ الكبير» الذي يتجسس على أحاديثهم. ونقل الدكتور وارن ابتكاره لبريطانيا حيث رحب به بحماس، وبعد أن بثت إذاعة بي بي سي تقريراً حول الجهاز تقدمت الشركات بعروضها لتطويره وصناعته.

## وظيفته
يوجد في كل طائرة صندوقان، وليس صندوق واحد، يقعان في مؤخرة الطائرة يسجلان ما يحدث للطائرة طول فترة سفرها.
- الصندوق الأسود الأول:

وظيفته حفظ البيانات الرقمية والقيم الفيزيائية مثل: (الوقت والسرعة والاتجاه).
- وأما الصندوق الأسود الثاني:

وظيفته تسجيل الأصوات مثل: (الحوارات والمشاحنات وطلب النجدة).
الصندوقان مجهٌزان ببث صوت يندلع إذا ما غاصت الصناديق في الماء وبث إشعار فوق الصوتي للمساعدة في العثور عليهما. يبث هذا الإشعار على ذبذبة 37,5 كيلوهرتز ويمكن اِلتقاطه في عمق يبلغ 3500 متر (14000 قدم).

## محتوياته
تُحفَظ هذه الأجهزة في قوالب متينة للغاية مصنوعة من مواد قوية مثل عنصر التيتانيوم، تحيطها مادة عازلة لتتحمل صدمات تبلغ قوتها أضعاف قوة الجاذبية الأرضية، ولتتحمل حرارة تفوق 1000° درجة مئوية وضغطًا قويًا يعادل ضغط المياه على عمق 20000 قدم تحت البحر.
وتتكون قطع التسجيل عادة من مادة عازلة تحميها من التعرض لمسح المعلومات المسجلة عليها وكذلك من العطب والتآكل جراء مياه البحر لمدة 30 يوما.
ويبلغ سعره من 30 إلى 85 ألف دولار تقريبا.

## خصائصه
- مدة التسجيل: من 30 : 120 ساعة.
- عدد القنوات: 4 قنوات.
- مقاومة النيران: 1100 درجة مئوية/1 ساعة (وهي درجة احتراق الكيروزين).
- مقاومة ضغط الماء: 5000 متر (20000 قدم).
- البطاريات: 6 سنوات.
- مدة بقاء المعلومات: طويلة (تخزين المعلومات على شريط مغنطيسي أو ذاكرة وميضية).
- تم إجراء تجربة بإطلاق قذيفة على الصندوق بقوة 3400 نيوتن ولم يتأثر.
- يتحمل إسقاط ثقل معدني يزن 230 كيلوغراماً فوقه من ارتفاع 3.5 متر.

## وصلات خارجية
- قاعدة بيانات الصندوق الأسود (بالإنجليزية)
- الحكومة الأسترالية (الصندوق الأسود)
- مصنع هونيويل للصناديق السوداء